# Personalestyrelsen
Personalestyrelsen var en styrelse under Finansministeriet, der havde til opgave at varetage opgaverne som arbejdsgiver for de ca. 172.000 ansatte i staten, bl.a. vedr. løn, pension og personalepolitik. Styrelsen indgik bl.a. overenskomster med de ansattes fagforbund.
Styrelsen blev oprettet i 2000 og beskæftigede ca. 100 ansatte. 31. oktober 2011 blev den nedlagt i forbindelse med omorganisering af Finansministeriet, og områderne blev flyttet til Moderniseringsstyrelsen.